# Ittihad FC
Al Ittihad FC (arapski: نادي الاتحاد) je saudijski nogometni klub iz Džede. Klub je osnovan 1927. i najstariji je klub u Saudijskoj Arabiji.
Al-Ittihad je osvojio osam naslova državnog prvaka, te posjeduje 45 službenih prvenstava, od kojih su tri azijska natjecanja: dva puta AFC Liga prvaka, te jednom AFC Kup pobjednika kupova. Naslov prvaka AFC Lige prvaka osvojio je 2004. i 2005. godine, te je jedini klub koji je taj uspjeh ostvario dva puta za redom. Klub je igrao na klupskom prvenstvu svijeta 2005. godine gdje su zauzeli četvrto mjesto nakon poraza u utakmici za treće mjesto od kostarikanskog Deportivo Saprissa.
Klub ima više od 8 milijuna poklonika u Saudijskoj Arabiji. Među najpoznatijim igračima koji su zaigrali za Ittihad bili su: napadač Hamzah Idris, Ahmed Jamil i Al Hasan Al-Yami. Nadalje, poznati brazilski internacionalac Bebeto je igrao za Al-Ittihad od 2001. do 2002.
Al Ittihad je jedan od klasičnih klubova FIFA.

## Vanjske poveznice
- Službene stranice  Arhivirana inačica izvorne stranice od 8. ožujka 2022. (Wayback Machine)